# David Mermin
Nathaniel David Mermin (New Haven, 30 de março de 1935) é um físico estadunidense.

## Livros
- 1968: Space and Time in Special Relativity, McGraw Hill ISBN 0-88133-420-0
- 1976: (com Neil Ashcroft) Solid State Physics, Holt, Rinehart and Winston ISBN 0-03-083993-9[1]
- 1990: Boojums All the Way Through, Cambridge University Press ISBN 0-521-38880-5[2]
- 2005: It's About Time: Understanding Einstein's Relativity, Princeton University Press ISBN 978-0-691-12201-4[3]
- 2007: Quantum Computer Science, Cambridge University Press ISBN 978-0-521-87658-2[4]
- 2016: Why Quark Rhymes with Pork: and Other Scientific Diversions, Cambridge University Press ISBN 978-1-107-02430-4[5]